# Khaleda Zia
Khaleda Zia, em bengali খালেদা জিয়া, (Dinajpur, 15 de agosto de 1945) é uma política de Bangladesh. Foi primeira-ministra de seu país em duas ocasiões, de 1991 a 1996 e de 2001 a 2006. Foi a primeira mulher a ocupar tal posto, sendo viúva do presidente assassinado Ziaur Rahman, a segunda em um país de maioria muçulmana.
Em fevereiro de 2018 foi condenada a uma pena de cinco anos de prisão por crimes de corrupção e de abuso de confiança. Enfrenta outros 30 processos em tribunais.